# Juan Carlos Escotet Rodríguez
Juan Carlos Escotet Rodríguez (Madri, Espanha, 23 de junho, 1959) é um economista e banqueiro venezlano-espanhol. É fundador e CEO de Abanca e do banco Banesco e atualmente, é o presidente de Banesco Internacional, que tem presença em Venezuela, Estados Unidos, Espanha, Panamá, Porto Rico, República Dominicana, Brasil, Colômbia, Suíça, Alemanha, Portugal, França e Reino Unido.
Também, é o diretor principal de Banesco Seguros Panamá, Banesco S.A. (Panamá), Banesco Múltiple, S.A. (República Dominicana), Banesco USA (Florida) e Banesco Etcheverría (Espanha), além disso, é o presidente de ABANCA. Igualmente, é assessor de Advisory Council de Visa Internacional para América Latina e o Caribe.
Escotet é Corretor Público de Títulos Valores e Assesor de Inversão acreditado pela Comisión Nacional de Valores de Venezuela (Comissão Nacional de Valores da Venezuela), atualmente conhecida como Superintendencia Nacional de Valores, com o número 70 e 181, respetivamente. 
Juan Carlos Escotet é o presidente do Grupo Internacional Financiero Banesco Abanca, conformado por 17 mil professionais de diversas especialidades, com operações em 16 países, mais de 10 milhões de organizações e mais de US$150 bilhões em ativos. Atualmente, ocupa o lugar 124 entre as organizações de serviços financeiros do mundo. 

## Entorno Pessoal
Juan Carlos Escotet Rodríguez é filho de país espanholes que migraram para a Venezuela após da Segunda Guerra Mundial. Está casado com María Isabel Alviárez. Tem quatro filhos e oito netos. Economista, cursou estudos na Universidad Católica Andrés Bello, em Caracas, onde obteve o título de Mestrado em Ciências Gerais, menção Magna Cum Laude na Universidade de Miami, Florida.

## Trajetória
Durante a década dos 1970, simultaneamente a seus estudos, inicia a trabalhar como mensageiro interno no Banco Unión (anos depois assignaria um acordo de fusão com esta entidade bancaria, onde se convertiría em Banesco). Depois ocupou distintas posições na banca venezuelana. 
Em 1986 funda Escotet Valores Casa de Bolsa, que logo se transformaria em Banesco Organización Financiera, que posteriormente seria Banesco Banco Universal.
Em 1996 adquire sete entidades de poupança e crédito que logo fusionaria para dar passo a Caja Familia E.A.P, depois, essa entidade se fusiona com Banco Unión Banco Comercial, convertendo-se em Unibanca Banco Universal.
Posteriormente, Banesco absorbe em processo de fusão a Unibanca, resultando a instituição chamada Banesco Banco Universal, que na atualidade é considerada a melhor do setor bancário venezuelano. 
Escotet também dirigiu a expansão internacional de Banesco Organización Financiera a partir de 1992, com a fundação de Banesco Internacional Panamá (atualmente conhecida como Banesco S.A. Panamá).
Em 1993 funda Banesco Seguros, C.A; em janeiro de 2006 funda BBU Bank em Miami, Fl (Estados Unidos de América), atualmente Banesco USA (Florida). Em setembro 2010 Banesco Int. Corp. passou a ser Banesco USA Porto Rico. 
Em abril 2011 Banesco Banco Múltiple S.A. (República Dominicana) abre para os clientes dominicanos e em 2013, a Oficina de Representación de Banesco S.A. começou a operar em Bogotá, Colômbia.  
Em dezembro de 2012, o grupo adquiere em Espanha a maior parte acionaria do Banco Etcheverría (Espanha), uma instituição  de origem galego com mais de 300 anos de história. Em dezembro de 2013, Banco Etcheverria e Grupo Banesco ganhou a subaste de NCG. Em junho de 2014, o NCG começou a ser ABANCA.
Juan Carlos Escotet também foi professor da cátedra “Master Executive en Gestión Económica – Financiera de Empresas” (Especialização em Gestão Económica – Financeira de Empresas) na Universidad Católica Andrés Bello. Escotet também é membro do Consejo Fundacional da Fundación IESA.
- Segundo Vicepresidente da Asociación Bancaria de Venezuela (1999-2001).8
- Presidente do Comité de Mercadeo da Federación Latinoamericana de Bancos (2001).
- Segundo Vicepresidente do Consejo Bancario Nacional (2002-2003).
- Membro da Junta Directiva de Visa Internacional para América Latina e o Caribe (2003-2007).
- Presidente da Asociación Bancaria de Venezuela 9(2010-2012).
- Membro do Consejo da EGADE Business School do Tecnologico de Monterrey (junho 2010 – septembro 2011).

## Reconhecimentos
- Orden al Mérito del Buen Ciudadano (1985), Venezuela – Honra ao Mérito ao Bom Cidadão
- Orden Saman de Aragua (1993), Venezuela.
- Orden Naranjo Ostty (1997), Venezuela.
- Orden Alberto Adriani (2002), Venezuela.
- Orden al Mérito de la Bolsa de Valores de Caracas (2007), Venezuela – Honra ao Mérito do Bolsa de Valores.
- Prêmio CODESPA pela Inovação Social (2015), Espanha.
- Premio Círculo de Oro del Círculo Empresarial Leonés (2015), Espanha.